# أليس كوبر بيلي
أليس كوبر بيلي (بالإنجليزية: Alice Cooper Bailey)‏ هي كاتِبة أمريكية، ولدت في 9 ديسمبر 1890، وتوفيت في 1 فبراير 1978.